# Чириковы
Чи́риковы — российский дворянский род.
Из дворянских родов три относятся к древним:
1. Восходящий к первой половине XVII века; его представители были стольниками и воеводами. Этот род, по преданию, ведёт своё начало от племянника (родственника) ордынского царевича Беркая, святого Петра, ростовского чудотворца (1253), потомок которого служил Дмитрию Донскому и участвовал в Куликовской битве[1]. Род записан в VI части родословной книги Тульской губернии; герб внесён в III часть Общего Гербовника.
2. Восходящий к началу XVII века и записанный в VI части родословных книг Ярославской и Рязанской губерний[2];
3. Восходящий к концу XVII века и записанный в VI части родословной книги Псковской губернии.

При подаче документов для внесения рода в Бархатную книгу, было предоставлено две родословные росписи Чириковых: Андреем (1686) и Иваном (18 марта 1686) Чириковыми, а также предоставлены две царские жалованные грамоты Василия III: Семёну Власьевичу Чирикову — на деревни Иевле, Панюкровское, Пахомовское, Ефимовское и Вяжлицово и Константину Семёновичу Чирикову на деревни Вяжлицово, Пахомовское, Гридинское, Еськино и Тураево в волости Черемха Ярославского уезда (1511), а также различные грамоты (1606—1655).
Есть также несколько дворянских родов Чириковых более позднего происхождения.

## История рода № 1 из 3-го тома Гербовника дворянских родов Всероссийской Империи
Род Чириков происходит от племянника (родственника) царя Беркая, которому при крещении наречено имя Пётр. Житие сего Петра угодившего Вседержителю описано в Четьминеи под 30 числом июня месяца с надлежащею подробностью. Праправнук помянутого Святого Петра, Пётр Игнатьевич Чириков служил при Великом Князе Дмитрии Иоановиче в Сторожевом полку и был в сражении против Мамая. Потомки сего Петра Игнатьевича, Чириковы, равным образом служили Российскому престолу в боярах, наместниками, стольниками, комнатными, окольничими и в иных чинах, и жалованы были от Государей поместьями. Всё сие доказывается копиями с жалованных на поместья грамот, справкою розрядного архива и родословною Чириковых.
— Лист 21 3-го тома «Общего Гербовника дворянских родов Всероссийской Империи»

## Описание герба Чириковых 1785 г.
В Гербовнике Анисима Титовича Князева 1785 года имеется печать с гербом Александра Николаевича Чирикова: серебряное поле щита разделено вертикально на две части, из которых в правой части вверху изображена выходящая из облака чёрная рука с мечом, остриём вверх (польский герб Малая Погоня), а в левой части, вертикально, две золотые стрелы с голубыми железками и розовым оперением, смотрящие наконечниками одна вверх, а вторая вниз. Над щитом лапчатый крест. Щитодержатели: два восстающих льва с высунутыми языками и поднятыми хвостами. Щит покрыт княжеской мантией с дворянской на нём короной.

## Известные представители
- Дионисий (иконописец) (около 1440—1503/08)
- Чириковы Илья Одинцович и Невежа Алексеевич — дети боярские городовые второй статьи из Великих Лук (Тысячная книга 1550 г. и Дворовая тетрадь 50-х годов XVI в.).
  - Чириков Василий Ильич — стрелецкий сотник, в 1585—1587 гг. в Губе Уситовской Старой Псковского уезда за ним деревня и 5 пустошей, 13 четвертей (Сборник Московского архива Министерства юстиции. Вып. 5).
- Чириков Никита Матвеевич — дворянин 2-й статьи на Земском соборе 25 июня — 2 июля 1566 г. (Собрание государственных грамот и договоров. Ч. 1).
- Чириков Фёдор Большой Яковлевич — в 1578 г. казачий голова в Ситне (Разрядная книга 1475—1605 гг. Т. 3. Ч. 1).
- Чириков Михаил Иванович (? — 1607) и Тимофей Иванович (? — 1611) — владельцы деревни Варварино на Пахре, похоронены под одним камнем под папертью Симонова монастыря. Михаил Иванович купил деревню в 1588 году у Евдокии Ивановны (урождённой Волчичевой), второй жены Ивана Чирикова — своей мачехи. В 1576—1577 г. Кирей Фёдорович Горин выдал Тимофею и Михаилу Ивановичу Чириковым купчую на приобретение в вотчину порожнего поместья в Шахове стане Московского уезда.
  - Чириков Пантелей Михайлович († 1641) — воевода в Цивильске (1626), московский дворянин (1627), дьяк (1629—1636). Совладелец вотчины Варварино (1627).
    - Чириков Алексей Пантелеевич († 1669) — стряпчий (1683), стольник (1658—1668), воевода в Саратове (1652—1654), Полтаве (1658), Переславле-Южном (1668), где и умер (1669), участник драки на Красном крыльце в Московском Кремле (1643)[6].
      - Дочь — Шереметева Евдокия Алексеевна († 1703) — первая супруга российского генерал-фельдмаршала Б. П. Шереметева.

  - Чириков Степан Михайлович — собирал галичских служилых людей и сопровождал их под Калугу в полки князя Ивана Ивановича Шуйского (1606), занимался сбором в дворцовых сёлах Можайского, Верейского и Вышегородского уездов лошадей и проводников в связи с готовящимся походом под Болхов (1607), жалован поместьем дяди Тимофея Ивановича — селом Сене́жем с деревнями в Каменском стане и селом Веретьем в Лутосенском стане Дмитровского уезда (1617), московский дворянин (1627—1640), воевода в Курске (1631—1633), Кевроле и Мезени (1637—1640), Лебедяни (1653—1655)[3]. Совладелец вотчины Варварино (1627).
    - Сын — Фёдор Степанович, стряпчий (1657—1675), стольник (1679—1691), похоронен в Никольской церкви, что в Хлынове, там же похоронены двое его сыновей и дочь.
    - Дочь — Татьяна Степановна Соковнина (? — 1697), жена Алексея Прокофьевича Соковнина, похоронена у алтаря церкви Николы «Красный звон».
    - Дочь — Евдокия Степановна Кречетникова, жена Семёна Яковлевича Кречетникова, мать Никиты Семёновича Кречетникова.
    - Чириков Лука Степанович — стольник царицы Прасковьи Фёдоровны (1686—1692). Очевидно, близкий родственник Евдокии Шереметевой (двоюродный дядя), был генерал-адъютантом при Б. П. Шереметеве, участвовал в Северной войне и после победы под Полтавой (1709) получил чин бригадира. В 1710 г. помещик Ярославского уезда, Ухорской волости, стана Служни.

  - Чириков Константин Михайлович — московский дворянин (1627—1640). Совладелец вотчины Варварино (1627).
- Чириков Григорий Михайлович — воевода в Опочке (1636—1637).
- Чириков Григорий Григорьевич — воевода в Ржеве-Пустой (1646), московский дворянин (1677).
- Чириков Пётр Гаврилович — воевода в Таре (1623), московский дворянин (1627—1640).
- Чириковы: Фёдор Петрович и Иван Гаврилович — московские дворяне (1627—1640).
- Чириков Никита Гаврилович — воевода в Ростове (1651).
- Чириков Михаил Никитич — дьяк (1658—1677), воевода в Тобольске (1670—1673).
- Чириков Андрей Иванович — стольник (1658—1676), комнатный стольник царя Фёдора Алексеевича (1676), окольничий (1677—1686).
- Чириков Семён Васильевич — стряпчий (1658—1676). стольник царицы Евдокии Фёдоровны (1676—1692).
- Чириков Михаил Ильин — комнатный стольник царя Ивана V Алексеевича (1676—1692).
- Чириков Григорий Степанович — стольник царицы Прасковьи Фёдоровны (1677—1692), стольник (1692).
- Чириковы: Кирилл Борисович и Иван Михайлович — стольники царицы Прасковьи Фёдоровны (1686), стольники (1687—1692).
- Чириков Павел Григорьевич — воевода в Кольском остроге (1680).
- Чириков Семён Михайлович — стольник царицы Евдокии Фёдоровны (1692).
- Чириковы: Пётр Тимофеевич, Михаил Макарьевич, Павел и Макар Григорьевичи, Михаил и Иван Никитичи, Иван Иванович, Даниил Ильин, Даниил Иванович, Василий Петрович — московские дворяне (1658—1696).
- Чириковы: Фёдор Ильин, Степан Назимович, Иван Павлович, Гаврила Петрович, Василий Иванович — стряпчие (1658—1692).
- Чириковы: Яков Гаврилович, Сергей Михайлович, Степан Киприянович, Михаил Иванович, Иван Семёнович, Иван Борисович, Дмитрий Петрович, Фёдор и Андрей Степановичи, Григорий и Алексей Васильевичи — стольники (1680—1692)[7][8].
- Чириков Степан Степанович — тарусский городовой дворянин (1627), московский дворянин (1629).
- Чириков Марк Яковлевич — тарусский городовой дворянин (1629).
  - Чириков Борис Маркович — стряпчий (1658—1676), стольник (1676—1686), воевода в Чаронде (1694).
  - Чириков Родион Маркович — стряпчий (1658—1692).
    - Чириков Иван Родионович — стольник (1680—1692).
      - Чириков, Алексей Ильич (1703—1748) — русский мореплаватель. Сын Ильи Родионовича Чирикова из Тарусского уезда.
- Чириков, Евгений Николаевич (1864—1932) — русский писатель. У его прадеда Якова Чирикова в начале XIX века было имение (360 душ) в Самарском уезде (до конца XVIII в. — Казанский уезд) в селе Чистовке. Вероятно, из Ярославско-Казанской ветви Чириковых.